# Åtalsjury
Åtalsjury (engelska: grand jury) är en juridisk nämnd med uppgift att avgör om det finns sannolika skäl (engelska: probable cause) att väcka åtal i ett brottmål. Åtalsjuryn består av lekmän, och kan antingen besluta att överlämna målet till domstol för rättslig prövning, eller lägga ned målet. Juryn är fristående från domstolsväsendet, och deltar inte i domstolens juridiska prövning av rättsfallet, skuldfrågor eller påföljdsfrågor. 
Åtalsjuryn har sin bakgrund i äldre engelsk rätt, och syftade ursprungligen till att skydda medborgare från överdrivet nitiska beslut om åtal. I modern tid har systemet även använts för att överpröva åklagares beslut om åtalsunderlåtelse, för att i omvänd ordning skydda samhället mot alltför passiva eller eftergivna åklagare. 
Idag är åtalsjury vanligt i det amerikanska rättssystemet, men förekommer endast sparsamt i andra rättssystem. I Japan finns ett åtalsgranskande kommissionsväsen som fyller en del av åtalsjuryns funktioner. 

## Bakgrund

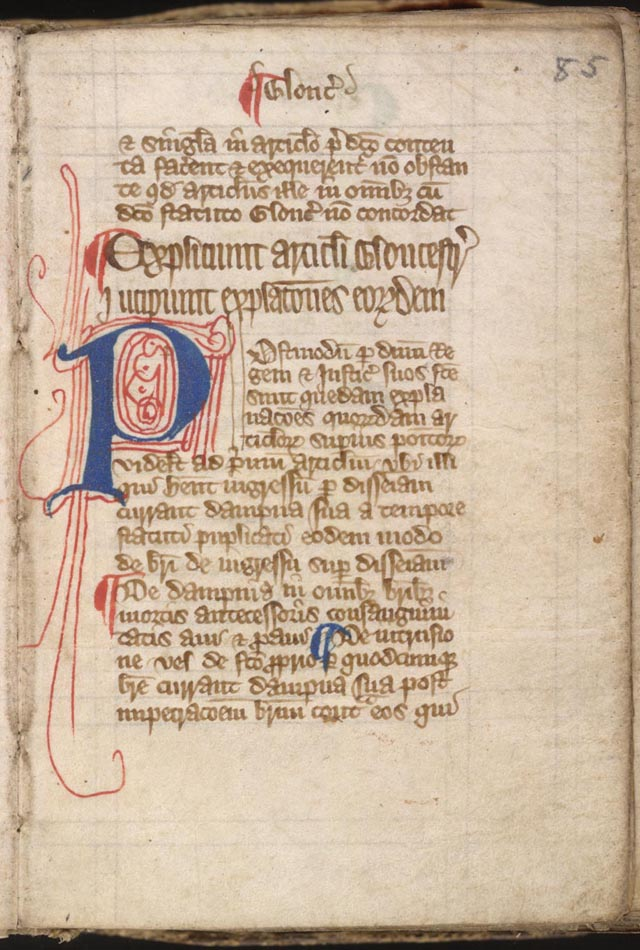
Åtalsjury förekommer i Magna Carta, Englands centrala rättsdokument från 1200-talet. Här en avskrift från 1300-talet.

### Medeltiden
En form av åtalsjury har förekommit i England sedan kung Ethelred II på 900-talet beslutade att det på varje ort skulle utses en grupp om tolv män med uppgiften att anklaga dem som begått brott på orten. År 1166 lade Henrik II grunden för engelsk rätt, genom att organisera domstolsväsendet på ett nytt sätt och samtidigt införa juryrättegångar. Även i denna lagstiftning skulle tolv män – i första hand riddare, i andra hand fria män – uttala sig om några brott begåtts i domsagan. Den som anklagades av juryn prövades genom gudsdom.
Åtalsjury kan även spåras i Englands första stora frihetslagstiftning Magna Carta från år 1215, där den 38:e satsen anger att åtal inte kan baseras enbart på kungens bailiffs ord, utan förutsätter trovärdiga vittnen.
De tolv nämndemännen utsågs på lokalt, exempelvis för ett hundare. Under Edvard III infördes stora nämnden (engelska: grand inquest), bestående av 24 riddare utvalda av grevskapets sheriff. Stora nämnden skulle ursprungligen stötta de mindre nämnderna, sedan granska dem och kom slutligen att ersätta dem. Härifrån stammar också det engelska begreppet grand jury, som syftar på att stora nämnden hade ett större antalet ledamöter.

### Moderna tiden
Mot slutet av 1600-talet hade åtalsjuryn utvecklats till att vara en oberoende instans från kungamakten. Ett exempel är kung Karl II:s av England försök 1681 att åtala sin politiska motståndare earlen av Shaftesbury för högförräderi. Åtalsjuryn fann att anklagelsen inte var sann och lade ned åtalet.
Systemet med åtalsjury kom att bli en naturlig del av anglosaxisk rätt (common law). Ordningen bestod i England och senare även i delar av övriga Storbritannien fram till 1933. De engelska och brittiska kolonier och samväldesländer som bildades före detta datum har därmed också använt sig av åtalsjury i respektive rättssystem. Flertalet länder har därefter avskaffat eller ersatt systemet.

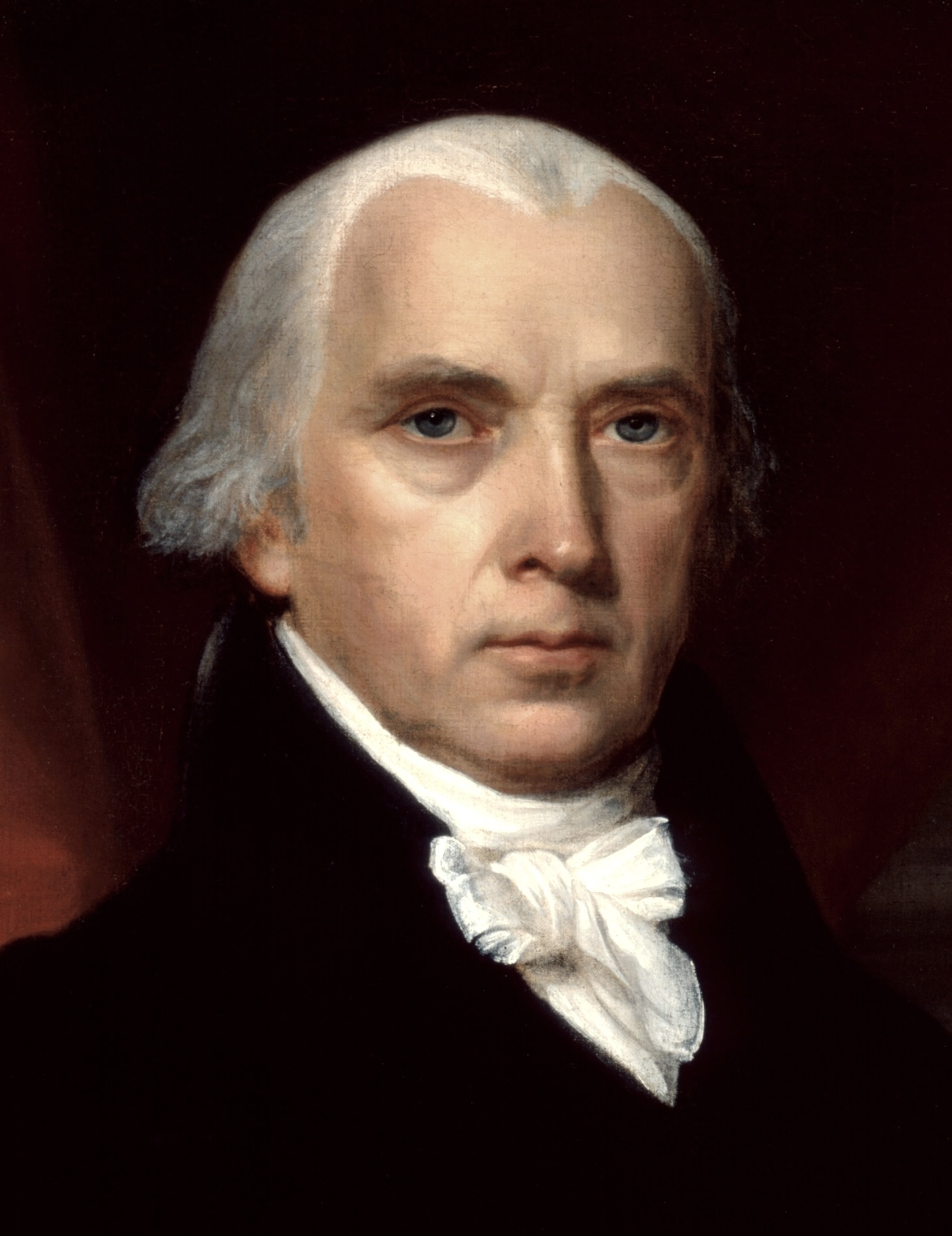
Det var James Madison som föreslog att åtalsjury skulle ingå i USA:s konstitution genom det femte grundlagstillägget.

### Amerikansk rättsutveckling
När de amerikanska grundlagsfäderna utformade USA:s konstitution gjorde de det på grunden av det engelska rättssystemet, och med erfarenheten av att åtalsjuryn kunde utgöra ett skydd mot monarkens alltför hårda bruk av åtal för att bekämpa sina motståndare. I debatten om hur stark den nya nationens federala makt skulle vara sågs åtalsjuryn i stället som ett skydd för medborgare och delstater gentemot centralregeringen.
Åtalsjury hade förekommit i de ursprungliga engelska kolonierna från 1600-talet och framåt. Ändå ingick inte åtalsjuryn i den ursprungliga amerikanska konstitutionen, utan infördes först med Bill of Rights 1791, som en del av det femte grundlagstillägget. Den har senare förstärkts genom det fjortonde grundlagstillägget 1868.
Konstitutionen avser dock endast federal nivå. Visserligen ställer konstitutionen krav på delstaterna att garantera rättsstatens principer. Men i ett rättsfall 1884 beslutade USA:s högsta domstol att detta inte innebär något krav på att åtalsjury ska ingå i delstaternas rättssystem.
Trots det har åtalsjury införts i samtliga delstater förutom Connecticut och Pennsylvania. Det varierar dock kraftigt mellan delstaterna hur ofta och i vilka typer av rättsfall som en åtalsjury måste användas; flertalet delstater ser åtalsjuryn som ett valbart verktyg för åklagare att väcka åtal. I federal domstol har den eller de misstänka personerna möjlighet att avstå från prövning av åtalsjury och gå direkt till rättegång i domstol, vilket är frekvent förekommande och minskar åtalsjuryns institutionella betydelse.
Delstaterna använder också grand jury utanför straffrätten, inte minst för att granska den förvaltningen av offentliga medel och offentlig makt. Som exempel kan nämnas Kalifornien, där 
Historiskt förekommer det också att grand jurys har deltagit i lagstiftningsprocessen.

### Japansk rättsutveckling
Efter andra världskrigets slut, under de allierades ockupation av Japan, genomfördes flera konstitutionella reformer. Ett åtalsgranskande kommissionsväsen motsvarande åtalsjuryn infördes 1948. Dess uppgift är att granska beslut om åtalsunderlåtelse. Ett uttalat syfte med införandet var en demokratisering av det japanska rättssystemet, genom att involvera allmänheten och öka domstolarnas trovärdighet.
Till följd av den starka amerikanska närvaron under ockupationen är Japans modell starkt influerad av det amerikanska rättssystemet. Den kombinerar den straffrättsliga uppgiften med den civilrättsliga rollen att granska lokala myndigheters myndighetsutövning. Ursprungligen var kommissionens utlåtande att se som en rekommendation. Genom ny lagstiftning 2004 blev besluten bindande. Trots dess starka ställning i rättssystemet är kommissionerna relativt okända i det japanska samhället.

## USA:s federala åtalsjuryer i brottsmål
Federala och delstatliga rättsregler för åtalsjuryns uppgift, organisation och villkor kan skilja sig åt. Därför är det viktigt att särskilja begreppen. Här återges den federala åtalsjuryns funktionssätt.

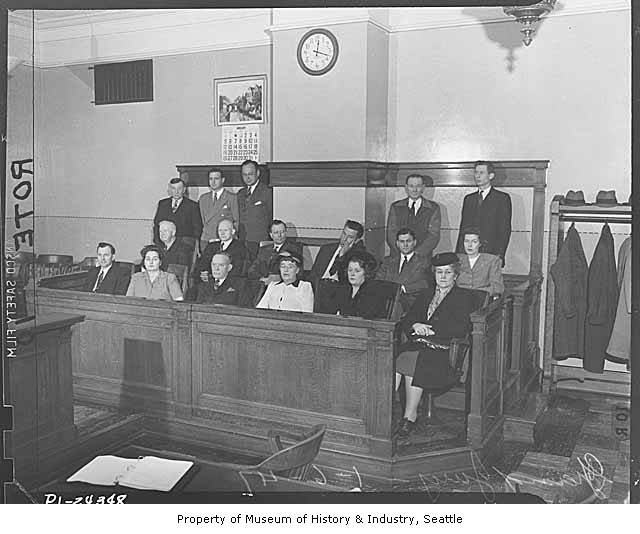
Åtalsjury i King County i Washington, USA, 1947.

### Åtalsjuryns organisation
En federal åtalsjuryn består av 16–23 ledamöter som utsetts av domstolen; domstolen kan även utse ersättare för ledamöterna.  Juryn väljs slumpvis, och på ett sånt sätt att den rättvist representerar allmänheten i det distrikt eller område som den företräder. Slumpningen sker utifrån listor med registrerade eller faktiska väljare. Vid behov kan även andra urval användas, för att uppnå att alla samhällsgrupper har lika möjlighet att tjänstgöra i juryn.
Domstolen prövar att de framslumpade personerna inte är undantagna eller har laga förfall från tjänstgöring, och inkallar sedan ledamöterna. Därefter utser domstolen en ordförande (foreman, presiding officer) och en biträdande ordförande (deputy foreman) bland juryns ledamöter. Slutligen ber domstolen var och en av ledamöterna att svära eller bekräfta att de kommer fullgöra sitt uppdrag noggrant, opartiskt och sanningsenligt samt att de kommer bevara allt de får veta i åtalsjuryn under sekretess.
Den federala åtalsjuryn är sedan oberoende från domare, åklagare och andra. Ledamöterna åtnjuter immunitet för de handlingar som de vidtagit som juryledamot, och kan inte straffas för sådant som de gjort, yttrat eller beslutat inom ramen för uppdraget.
Åtalsjuryn är beslutsmässig när minst 16 av dess 23 ledamöter är närvarande. Det är dock inte tvingande att närvara. Juryn kan pröva ett eller flera fall under den tid den tjänstgör, och kan sammanträda med avbrott vid återkommande tillfällen. En jurys tjänstgöring får som längst uppgå till 18 månader, men domstolen kan förlänga tjänstgöringen med upp till sex månader om det gynnar det allmänna bästa.
Om sakliga skäl föreligger får domstolen entlediga en juryledamot, tillfälligt eller permanent, och inkalla en ersättare att träda i den entledigades ställe.

### Processen

#### Brott som prövas av federal åtalsjury
Åtalsjuryer prövar misstankar om sådana grövre brott (infamous crimes) som kan leda till mer än ett års fängelse.
För varje federalt domstolsdistrikt finns en federal åklagare (United States Attorney), vars uppgift det är att själv eller genom en biträdande åklagare bevisa för juryn att ett brott har begåtts och att det begåtts av en eller flera identifierade personer. Även den domstol som inkallat juryn kan begära att juryn prövar en brottsmisstanke (charge to the grand jury). Slutligen kan även var och en av ledamöterna i juryn ge upphov till att en misstanke prövas.
Den eller de personer som utreds kan skriftligen avstå från rätten till prövning av åtalsjury.  Det sker exempelvis vid ett erkännande eller där det är angeläget att få skuldbördan prövad snarast. 

#### Bevisframställan och utredning

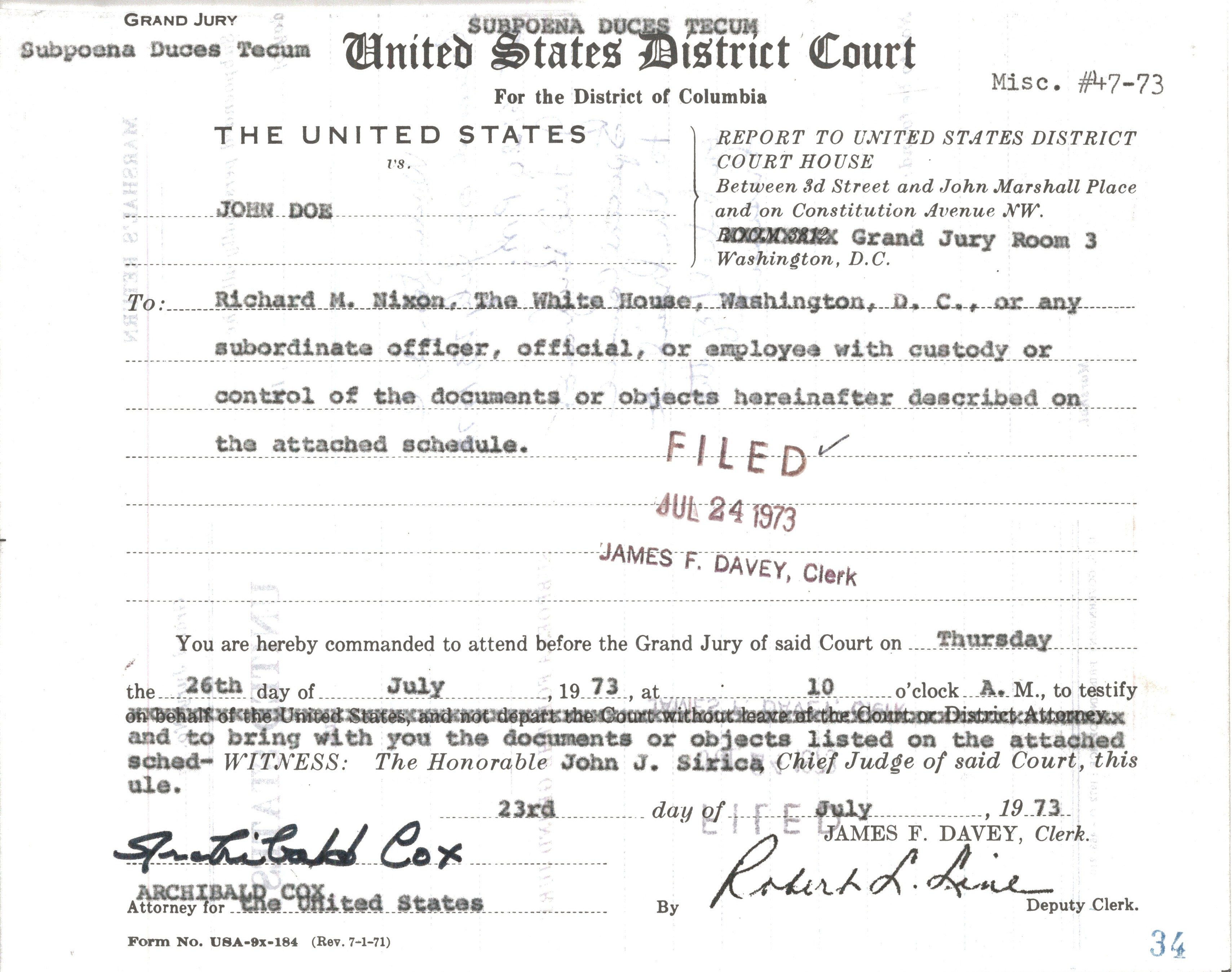
Föreläggande från den federala åtalsjuryn i Washington DC mot USA:s president Richard Nixon att vittna och lämna bevis i samband med Watergateaffären.

Under bevisframställan och åtalsjuryns utredning får endast juryn, åklagarmyndighetens representanter, domstolens protokollförare och tekniker samt det för tillfället kallade vittnet och eventuella tolkar närvara. Bevisframställan och utredningen protokollförs, och protokollet samt alla utskrifter av inspelningar som använts i framställandet av protokollet förvaras av åklagaren.
Åklagaren lägger fram handlingar och övriga bevis, samt föreslår juryn vilka vittnen som ska kallas och vilka ytterligare handlingar som juryn ska begära. Juryn är fri att själv kalla ytterligare vittnen. Juryn kan tvinga personer att vittna samt att utge handlingar, data eller andra föremål som har betydelse för ärendet genom att be domstolen utfärda ett föreläggande (subpoena). Däremot har juryn ingen egen personal såsom utredare eller jurister.
Juryn hör vanligen enbart åklagares bevisföring, utan att någon försvarsadvokat förekommer. Den kan även be eller acceptera en begäran från den eller de personer som är föremål för prövning att vittna inför juryn, men saknar laglig möjlighet att tvinga fram ett sådant vittnesmål.
Vittnen avlägger ed eller bekräftelse inför juryns ordförande eller biträdande ordförande, och förhörs därefter i tur och ordning av åklagaren, juryns ordförande samt övriga juryledamöter. Vittnen har långtgående rättigheter att avbryta förhandlingarna för att rådfråga sitt eget juridiska ombud; däremot får sådana ombud inte närvara vid juryns förhandlingar.
Vittnen har rätt att åberopa femte konstitutionstillägget för att undvika att erkänna eget brott, men rättigheten är inte absolut. Juryn kan begära att domstolen prövar om, och i så fall under vilka villkor, vittnet kan föreläggas att svara.

#### Överläggningar och prövning
Efter att ha tagit del av bevisningen prövar juryn om det om det finns sannolika skäl (probable cause) att tro att den eller de utpekade personerna begått brott. Juryn kan även pröva andra brott som den fått kännedom om än de som framlagts av åklagaren. Däremot är den explicit förhindrad att pröva sådana händelser som inte ses som grövre brott i lagstiftningen. Juryn prövar inte heller om det är bevisat bortom rimligt tvivel (reasonable doubt) att ett brott begåtts och att det begåtts av de utpekade personerna.
Åklagaren, liksom alla andra personer, är i lag förbjudna att närvara under juryns överläggningar. Endast sådana tolkar som behövs för att biträda juryns ledamöter tillåts. Juryledamöterna får bara ta hänsyn till de fakta som juryn gemensamt tagit del av under utredningen.
Överläggningarna leds av juryns ordförande eller biträdande ordförande. Samtliga ledamöter har rätt att yttra sig, och först därefter att kan omröstning ske. Ordförande eller ledamöter har inte rätt att begränsa diskussionen. Varje ledamot har en röst.
Ordförande, eller den ordförande utser, ansvarar för att anteckna hur många juryledamöter som instämmer i beslutet, för var och en av åtalspunkterna. Däremot antecknas inte vilka ledamöter som rösta, eller hur de har röstat.

#### Beslut
Om sannolika skäl föreligger beslutar juryn att åklagarens anklagelse är sann (true bill) och att åtal kan väckas. För att väcka åtal krävs att minst 12 av de 23 ledamöterna röstat för åtalspunkten.
Juryn ber åklagaren att upprätta en åtalsakt (indictment) med de åtalspunkter som juryn funnit sannolika; åtalsakten kan alltså skilja sig från åklagarens ursprungliga begäran. Åklagaren kan därefter välja att skriva under juryns beslut och därigenom väcka åtal för de åtalspunkter juryn funnit sannolika, eller att avstå från att väcka åtal. Åtalsjuryns beslut är inte ensamt tillräckligt för att väcka åtal. 
Om juryn däremot inte finner att sannolika skäl föreligger, beslutar den att anklagelsen är falsk (no bill, not a true bill). Ett sådant utslag rapporteras omgående till domstolen, så att de eller de personer som misstänks kan släppas från eventuellt häkte eller lösas från eventuell borgen.

### Sekretess

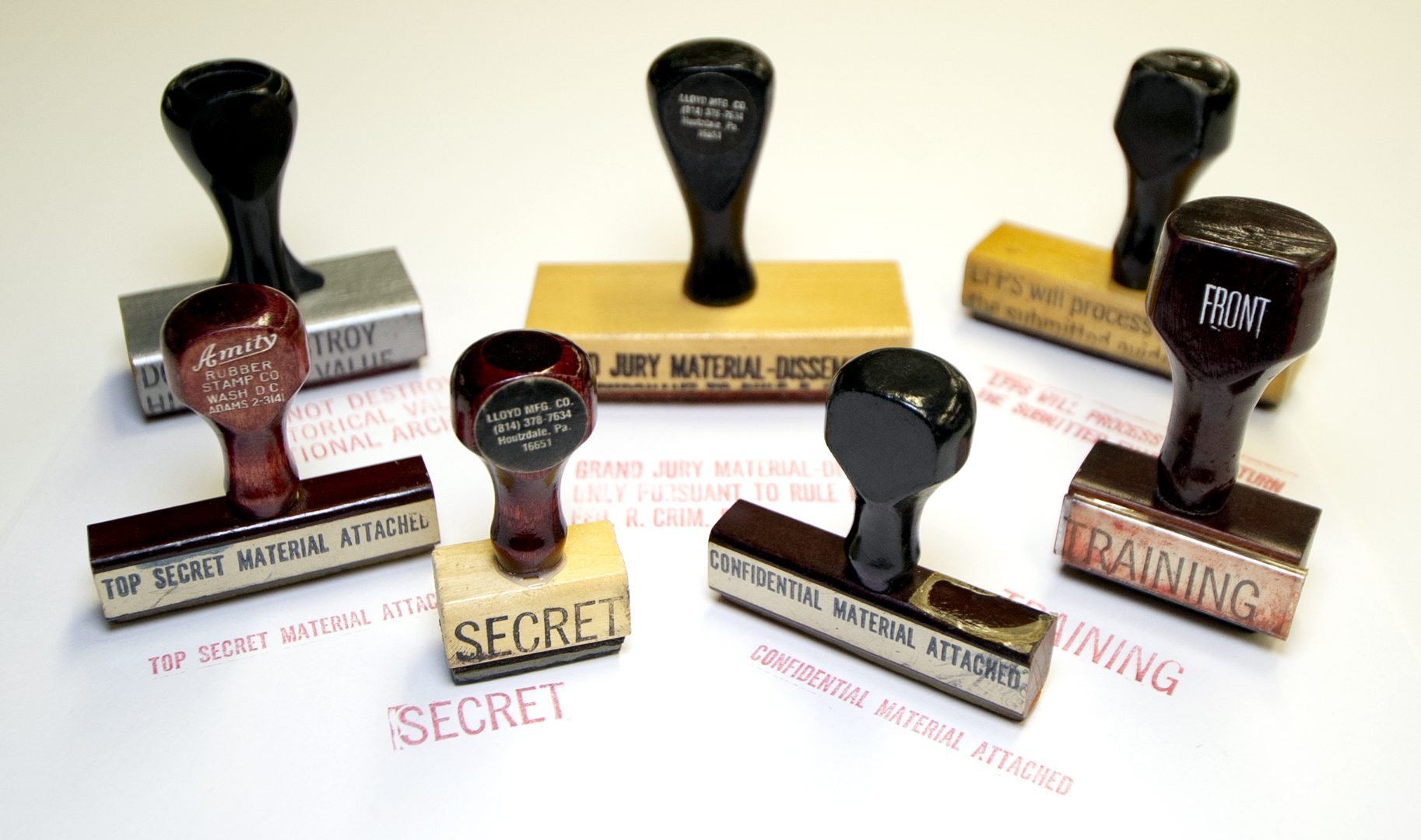
Sekretesstämplar från FBI. I mitten en stämpel för åtalsjuryns handlingar.

Åtalsjuryns verksamhet omges av strikt sekretess, som omfattar juryns ledamöter, eventuella tolkar, domstolens protokollförare och tekniker, den som transkriberar inspelade vittnesmål för juryns räkning, åklagaren samt de personer som biträder åklagaren i ärendet. Jurymedlemmarna är även förhindrade att röja vad som sagts under dess överläggningar för åklagaren. Även protokoll, beslut och förelägganden (subpoenas) är sekretessbelagda. Brott mot sekretessen kan anses vara domstolstrots och därigenom straffbelagt.
Syftet med sekretessen kan sammanfattas i följande fem punkter:
- förhindra flykt från rättsprocessen
- säkerställa juryns oberoende
- skydda vittnen från påverkan
- uppmuntra fullständiga vittnesmål
- skydda oskyldigt anklagade

Sekretessen utgör också ett skydd för juryns ledamöter.

## Japans åtalsgranskande kommissionsväsen

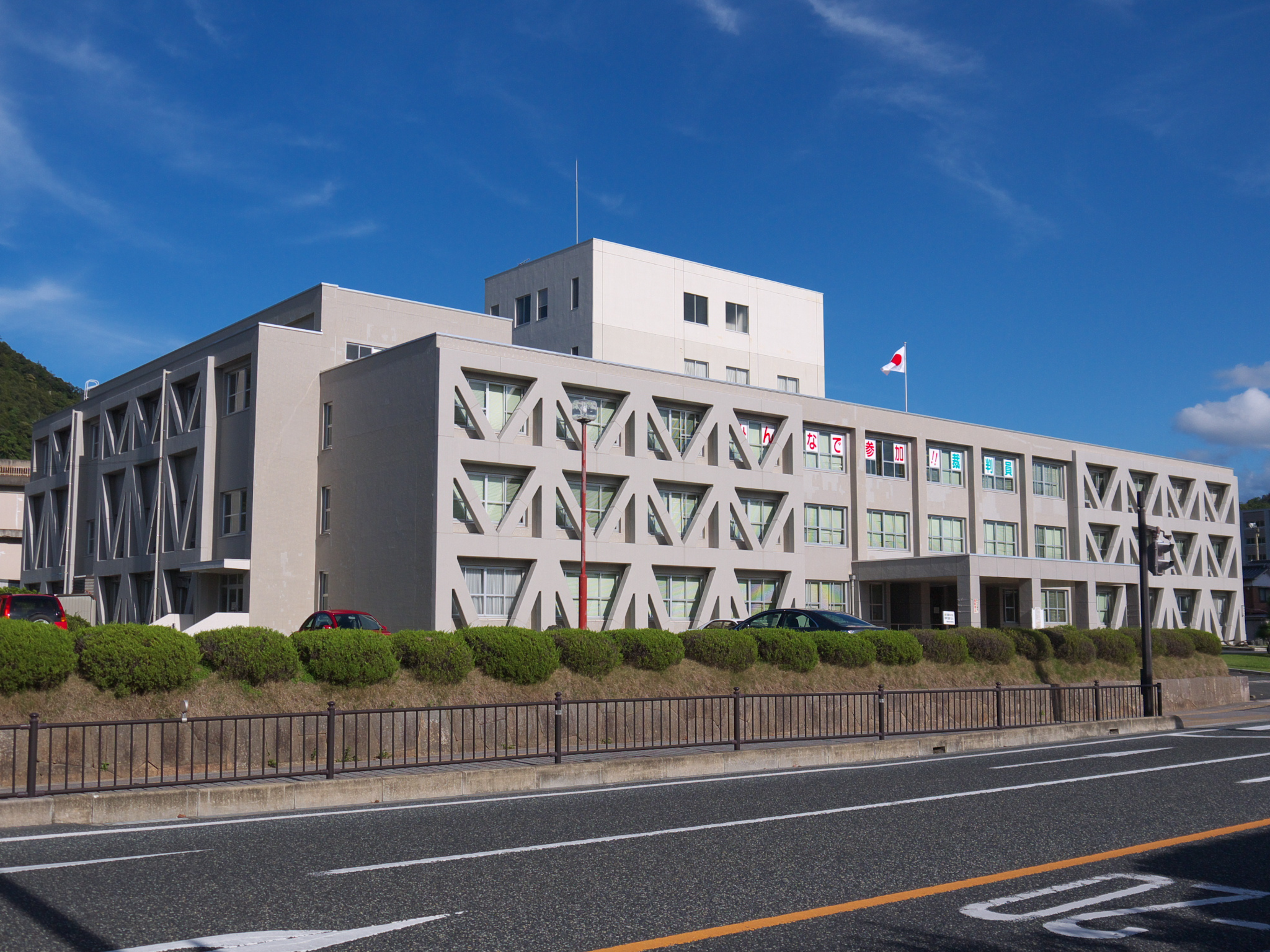
Distriktsdomstolen i Tottori är säte för en av Japans åtalsgranskande kommissioner.

### Åtalsjuryns organisation
Det japanska rättsväsendet räknar 165 åtalsgranskande kommissioner, fördelade på de 50 distriktsdomstolarna i Japans prefekturer samt domstolarnas filialer.
Varje kommission består av 11 slumpartat utvalda medborgare, fyllda 18–19 år som har rösträtt till Japans parlament. Mandatperioden är sex månader, med rullande utbyte av en tredjedel av ledamöterna var tredje månad. Utöver ledamöterna utses även ersättare. Ledamöterna väljer inom sig en ordförande och en vice ordförande.
Ledamöterna erhåller arvode med ett bestämt belopp per dag, samt reseersättning. Till varje kommission hör också en chefstjänsteman och ett kansli som svarar för administrativa uppgifter. Dessa tjänstemän är anställda vid domstolen.

### Process
Ärenden som prövas av kommissionen
Granskning inleds genom att en part anför klagomål mot en åklagares beslut om åtalsunderlåtelse. Vissa typer av brott är dock undantagna från kommissionernas granskning, bland annat relaterade till uppror och antikonkurrenslagstiftning.

#### Bevisframställan och utredning
Granskningen sker under sekretess. Kommissionen har möjlighet att kalla den som lämnat in klagomålet, andra berörda personer samt vittnen. Den kan förhöra och begära förtydliganden av åklagaren, och den kan kalla expertvittnen.

#### Beslut
Efter att ha granskat fallet gör kommissionen ett av tre uttalanden:
- åtalsunderlåtelsen var korrekt
- åtalsunderlåtelsen var felaktig
- åtalet var korrekt.[57]

Tidigare var detta uttalande en rekommendation till åklagaren, men sedan 2004 är det bindande och om kommissionen finner att åtalsunderlåtelsen var felaktig måste åklagaren pröva sitt beslut på nytt.
Vidhåller åklagaren beslutet kan kommissionen, genom att upprepa sitt beslut om att åtalsunderlåtelsen var felaktig, tvinga fram ett åtal. Det är då domstolen som utser en åklagare eller jurist med uppdrag att väcka åtal i ärendet.

### Sekretess
Kommissionens sammanträden är stängda för allmänheten och det är förbjudet att röja uppgifter som avhandlats eller vilka personer som hörts av kommissionen. Inte heller kommissionens ledamöternas personuppgifter offentliggörs.